# 賴俊廷
賴俊廷（2000年7月7日—）為臺灣男子籃球運動員，場上位置為前鋒，現效力於超級籃球聯賽台灣啤酒。賴俊廷出生於臺灣，父母都是職業高爾夫球員，因為雙親在中國大陸工作，賴俊廷從出生11個月起就生活在中國大陸，14歲前往美國就讀格蘭德河學院，高中畢業後申請預備學校時碰上COVID-19疫情於是返回臺灣，在林口運動公園與戴維斯打球而相識，後經戴維斯介紹到P. LEAGUE+桃園領航猿擔任翻譯，2021年至2022年賽季則在新北國王，2022年夏天獲得臺灣銀行總教練陳國維推薦投入超級籃球聯賽新人選秀會，在選秀會第二輪被台灣啤酒選中，8月中與台灣啤酒完成簽約。

## 外部連結
- 賴俊廷在Eurobasket.com（球員）（英语）
- 賴俊廷在Flashscore（英语）